# Rhopalophora rubecula
Rhopalophora rubecula es una especie de escarabajo longicornio del género Rhopalophora, categorizada en la tribu Rhopalophorini, de la subfamilia Cerambycinae. Fue descrita por Bates en 1880.

## Descripción
Mide 8-13,8 mm de longitud.

## Distribución
Se distribuye por América: Costa Rica, Guatemala, México y Nicaragua.